# Styphelia hainesii
Styphelia hainesii är en ljungväxtart som beskrevs av F Muell. Styphelia hainesii ingår i släktet Styphelia och familjen ljungväxter. Inga underarter finns listade i Catalogue of Life.